# Schlotheimia lindmanii
Schlotheimia lindmanii är en bladmossart som beskrevs av Brotherus 1900. Schlotheimia lindmanii ingår i släktet Schlotheimia och familjen Orthotrichaceae. Inga underarter finns listade i Catalogue of Life.